# Hubertus Rolshoven
Hubertus Rolshoven (* 15. Februar 1913 in Schellerten; † 22. Februar 1990 in Heidelberg) war ein deutscher Industriemanager im Bergbau.

## Leben
Rolshoven war Sohn eines Apothekers aus Schellerten bei Hildesheim. Nach dem Abitur war er zunächst Bergbeflissener im Bergbau an der Ruhr und im Harz. 1932 legte er die Prüfung als Kohlenhauer ab und wandte sich danach dem Studium des Bergfachs zu. 1932 wurde er im Corps Saxonia Bonn aktiv. Das Corps Saxonia Jena verlieh ihm 1956 das Band. 1936 bestand er in Aachen die Prüfung zum Diplom-Bergingenieur. Er promovierte an der TH Berlin zum Dr.-Ing. und wurde 1939 Bergassessor, 1942 Bergrat. Von 1940 bis 1945 leistete er Militärdienst. 1947 wurde Rolshoven Betriebsdirektor des Steinkohlenbergwerks „Consolidation“ in Gelsenkirchen, 1953 Geschäftsführer des Steinkohlenbergbauvereins in Essen, 1956 Bergwerksdirektor im Vorstand der Hansa-Bergbau AG in Dortmund und am 1. Oktober 1957 Vorstandsvorsitzender der Saarbergwerke AG. 1965 wurde er als möglicher Vorstandsvorsitzender der VEBA gehandelt, blieb aber bei den Saarbergwerken, wo er am 30. September 1969 aus dem Vorstand ausschied und in den Aufsichtsrat wechselte.
Rolshoven war 1958 Gründungsvorsitzender des Unternehmensverbandes Saarbergbau. In den sechziger Jahren prägte er den Begriff „Saar-Lor-Lux“ (zunächst „Montandreieck Saar-Lothringen-Luxemburg“). Er war Mitglied des Vorstandes der Bundesvereinigung der Deutschen Arbeitgeberverbände, der Wirtschaftsvereinigung Bergbau und des Gesamtverbandes des deutschen Steinkohlenbergbaus. Ab 1967 gehörte er auch dem Beirat für Wirtschafts- und Strukturfragen beim Ministerpräsidenten des Saarlandes an. 1970 erhielt er einen Lehrauftrag über Fragen der Rohstoff- und Energiewirtschaft an der Rechts- und Wirtschaftswissenschaftlichen Fakultät der Universität des Saarlandes; später wurde er Honorarprofessor. Rolshoven war zudem Mitgründer und Präsident des Instituts für regionalpolitische Zusammenarbeit (IRI, jetzt Institut der Großregion).

## Ehrungen
- Großes Bundesverdienstkreuz (1973)[3]
- Ritter der Ehrenlegion
- Ehrenmitglied des Corps Saxonia Bonn
- Verdienstorden des Großherzogtums Luxemburg, Kommandeur (1975)